# Mount’s Bay
Mount's Bay (korn. Carrack Looz en Cooz) – zatoka na kanale La Manche na wybrzeżu Kornwalii w Wielkiej Brytanii. Rozciąga się od Lizard Point do wschodniej strony Land’s End. Jest największą zatoką w Kornwalii.

## Historia
W 1559 roku zatoka została splądrowana przez hiszpańską Armadę, która m.in. spaliła Mousehole i Penzance. Broniącym Anglikom udało się ochronić St Michael’s Mount. W XVIII wieku naturalnie chroniona zatoka była dużym centrum przemytu do Anglii. 1 listopada 1755 do zatoki dotarły fale tsunami powstałe po trzęsieniu ziemi w Lizbonie. Właśnie tu fale wytraciły swą moc i nie doszło do zalania Kornwalii.

## Turystyka
Zatoka jest obecnie dużym centrum turystyki i wypoczynku letniego z dobrze zorganizowaną infrastrukturą. Jej największą atrakcją jest St Michael’s Mount, jak również piaszczyste plaże i spokojne wody La Manche.

## Miasta nad zatoką
- Marazion
- Porthleven
- Penzance
- Newlyn